# Cheiracanthium striolatum
Cheiracanthium striolatum är en spindelart som beskrevs av Simon 1878. Cheiracanthium striolatum ingår i släktet Cheiracanthium och familjen sporrspindlar. Inga underarter finns listade i Catalogue of Life.